# Super rozdzielczość
Superrozdzielczość (ang. superresolution, super-resolution) – technologia polegająca na zwiększeniu rozdzielczości obrazu z wykorzystaniem różnych technik m.in. składania obrazów o większej rozdzielczości z obrazów o niższej rozdzielczości, np. z paru zdjęć o wielkości 2 Mpx uzyskanie zdjęcia o rozdzielczości 4 Mpx.